# Trận Orléans lần thứ nhất
Trận Orléans lần thứ nhất là một trận đánh trong cuộc chinh phạt nước Pháp của quân đội Đức từ năm 1870 cho đến năm 1871, đã diễn ra vào ngày 11 tháng 10 năm 1870, tại thành phố Orléans trên sông Loire, Pháp. Đây là một trận giao tranh quyết liệt, đã kéo dài trong suốt 9 tiếng đồng hồ, và kết thúc với chiến thắng của Quân đoàn I của Vương quốc Bayern dưới quyền chỉ huy của Thượng tướng Bộ binh Ludwig von der Tann-Rathsamhausen – phối hợp với Sư đoàn số 22 của Vương quốc Phổ dưới sự điều khiển của viên tướng Ludwig von Wittich và 2 sư đoàn kỵ binh Phổ – trước Tập đoàn quân Loire của nền cộng hòa non trẻ của Pháp dưới quyền tổng chỉ huy của viên tướng de la Motte Rouge. Cuộc bại trận này đã đẩy đội quân Pháp của de la Motte Rouge vào tình trạng hỗn loạn, và phải hứng chịu những thiệt hại nặng nề (trong đó có một số lượng tù binh rất đáng kể), trong khi quân đội Phổ và Bayern chỉ bị thiệt hại nhỏ. Quân đội của de la Motte Rouge đã bị buộc phải triệt thoái qua sông Loire, và việc đánh mất thành phố Orléans cùng với ga xe lửa tại đây về tay đối phương cũng đánh dấu sự thất bại của Tập đoàn quân Loire – một lực lượng quân sự được tuyển một theo phương thức "động viên tập thể" (levée en masse) trong các cuộc giao chiến đầu tiên của mình với Quân đoàn Bayern I.
Sau khi được lệnh phát động một chiến dịch tấn công nhằm vào Orléans, vào ngày 10 tháng 10 năm 1870, Quân đoàn Bayern I do tướng Von der Tann chỉ huy, với sự hỗ trợ của một số sư đoàn thuộc biên chế Tập đoàn quân số 3 của quân đội Phổ - Đức dưới quyền tổng chỉ huy của Thái tử Friedrich Wilhelm, đã đánh thắng Tập đoàn quân Loire của Pháp do tướng de la Motte Rouge chỉ huy trong trận Artenay. Sau thắng lợi này, tướng Tann cho phép binh lính của mình được ở Artenay, ngoại trừ lực lượng tiền vệ của ông. Để khai thác chiến quả của mình, Von der Tann đã xuống lệnh hành binh tới Orléans vào ngày hôm sau (11 tháng 10): ở cánh cực tả của ông là Sư đoàn Kỵ binh số 4 của Phổ với nhiệm vụ thọc sâu về sông Loire, ở bên trái của sư đoàn này là Sư đoàn số 22 của Phổ dưới quyền tướng Von Wittich sẽ tiến quân về Ormes, trong khi Sư đoàn Kỵ binh số 2 của Phổ sẽ quan sát rừng Orléans. Quân đoàn Bayern I được đặt ở trung quân của các lực lượng Đức. Trên đường tiến của mình, Sư đoàn số 22 của Phổ đã đánh bật quân Pháp ra khỏi một số ngôi làng vốn chưa được chuẩn bị phòng ngự chu đáo, trước khi vấp phải sự kháng cự quyết liệt tại các công sự ở Ormes. Nguyên là sau thảm họa Artenay, người Pháp đã triệt thoái về phía sau sông Loire, và để rút lui suôn sẻ họ đặt một đạo quân phòng thủ ở bờ phải con sông. Tướng Von Wittich đã phái lữ đoàn số 44 tấn công vị trí này tại Ormes và khai pháo. Trong khi đó, quân cánh trái của ông, được sự hỗ trợ của quân cánh phải của Bayern, đã tiến dần trên cao nguyên về hướng đông vị trí của địch thủ, và buộc quân Pháp phải rút chạy khỏi cứ điểm sau khi đánh nhau dữ dội. Ngay sau đó, người Đức đã đưa 2 khẩu đội pháo đến trong phạm vi 800 bước, và một trung đoàn Phổ đã đánh chiếm các công sự vào chiều, dù bị thiệt hại nặng. Trong khi đó, Lữ đoàn số 43 của Phổ đã tiến được đến con đường ở đằng sau Ormes, loại nhiều quân Pháp ra khỏi vòng chiến. Tuy nhiên, các ngôi nhà, ruộng nho nằm án ngữ trên con đường đến Orléans đã cản trở bước tiến của các đội hình của quân đội Đức. Cuối cùng thì Sư đoàn số 22 của Phổ cũng đến được Petit St. Jean; các công trình ở gần Petit St. Jean đã bị quân Đức đánh chiếm bằng vũ lực.
Quân đoàn Bayern I, vốn cũng gặp phải sự kháng cự bền bỉ tại Saran, đã đánh thọc tới Bel Air với thiệt hại lớn. Địa hình nơi này không thuận lợi cho việc khai triển pháo binh, một cuộc tấn công tiếp theo của quân Đức đã rơi và bề tắc. Lúc 4 giờ rưỡi chiều, quân Pháp vẫn cầm cự tại Les Aides, cho đến bước tiến của Lữ đoàn số 4 của Bayern tới Murlins đe dọa tuyến rút lui của họ. Quân Pháp đã thực hiện một cuộc kháng cự khác ở đằng sau đường đắp dành cho xe lửa, và quân Đức đã tấn công và chiếm đoạt trạm xe lửa cùng với nhà máy sản xuất khí. Đến 5 giờ, Tướng von der Tann phái một lữ đoàn trừ bị của ông mở đợt tấn công quyết định vào Grand Ormes. Quân Phổ cũng vượt qua đoạn đường đắp ở cánh trái quân Pháp – đoàn quân giờ đây phải rút vào vùng phụ cận của St. Jean. Trung đoàn Bayern số 1, vốn đang tiến quân vội vã ở hậu quân của họ, đã bị đánh trả dữ dội ở cánh cửa thành phố. Song, thế trận đã trở nên bất lợi cho quân Pháp, và trong suốt 2 tiếng đồng hồ sau đó họ đã trở thành mồi cho pháo lực khủng khiếp của người Phổ. Quân đội Đức tiếp tục tiến công, và không vấp phải sự kháng cự nào. Nhưng rồi, một nhóm lính Pháp đã tổ chức kháng cự, song chiến thắng của người Đức đã được quyết định. Trận đánh gần Orléans đã cho thấy tổn thất rất lớn của Quân đoàn Lê dương Pháp trước hỏa lực mạnh mẽ của Đức, và sự kháng cự kịch liệt của quân Pháp cũng thể hiện của thiệt hại to lớn của:Quân đoàn của Giáo hoàng" (Zuavi Pontifici). Dù vậy, tình hình rối loạn của đoàn quân bại trận đã cho thấy sự yếu ớt của quân chính quy Pháp. Đoàn quân thắng trận của Đức đã chiếm đóng, và tình hình chiến cuộc đã cho thấy là ưu thế thuộc về phía Đức.